# Kieran Govers

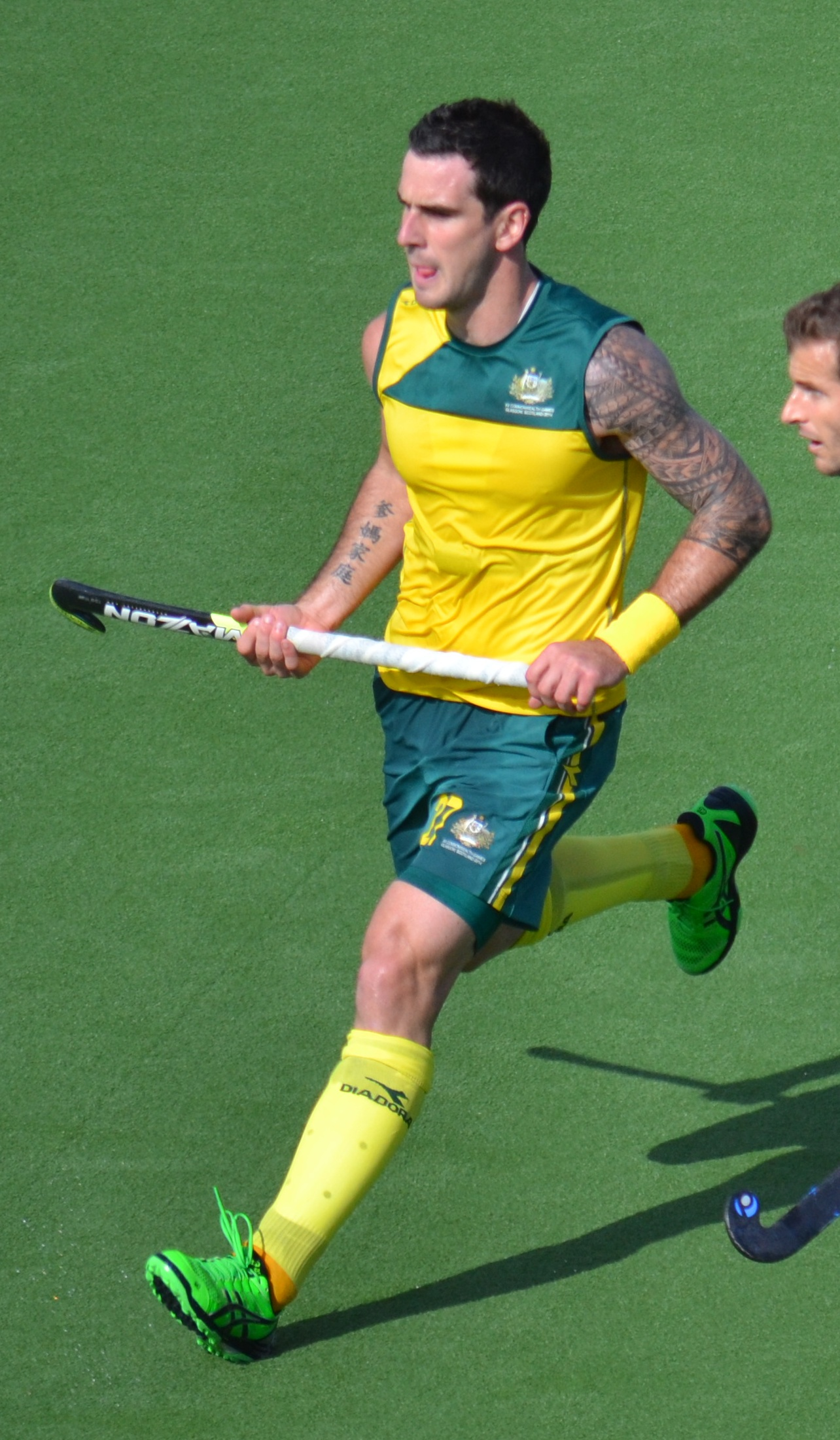
Kieran Govers bei den Commonwealth Games 2014

Kieran Ian Govers (* 9. Februar 1988 in Wollongong) ist ein ehemaliger australischer Hockeyspieler, der mit der australischen Hockeynationalmannschaft 2010 und 2014 Weltmeister sowie 2012 Olympiadritter war.

## Sportliche Karriere
Kieran Govers spielte für die New South Wales Waratahs und für den Albion Park Men's Hockey Club in Sydney. 
Bei der Weltmeisterschaft 2010 in Neu-Delhi gewannen die Australier ihre Vorrundengruppe trotz einer Niederlage gegen das englische Team. Nach einem 2:1 im Halbfinale gegen die niederländische Mannschaft bezwangen die Australier im Finale die Deutschen ebenfalls mit 2:1. Der Mittelfeldspieler wirkte in allen Spielen mit, erzielte aber im Turnierverlauf keinen Treffer. 2012 bei den Olympischen Spielen in London gewannen die Australier ihre Vorrundengruppe. Im Halbfinale unterlagen sie der deutschen Mannschaft mit 2:4, das Spiel um die Bronzemedaille gewannen sie gegen die Briten mit 3:1. Eines seiner zwei Turniertore schoss Govers im Spiel um den dritten Platz.
Bei der Weltmeisterschaft in Den Haag gewannen die Australier ihre Vorrundengruppe mit fünf Siegen in fünf Spielen. Nach einem 5:1-Halbfinalsieg über die argentinische Mannschaft bezwangen die Australier im Finale die niederländische Mannschaft mit 6:1. Govers war mit fünf Turniertoren hinter Chris Ciriello zweitbester Torschütze seiner Mannschaft. Nur anderthalb Monate später fanden die Commonwealth Games 2014 in Glasgow statt. Im Finale trafen die Australier auf das indische Team, die Australier siegten mit 4:0. Govers erzielte seine vier Turniertore alle in der Vorrunde. Nachdem Kieran Govers 2016 nicht für die Olympischen Spiele in Rio de Janeiro berücksichtigt worden war, kehrte er 2018 noch einmal für fünf Länderspiele zurück ins Nationalteam.
Kieran Govers ist der Bruder des Hockeyspielers Blake Govers.